# Caproni Ca.309
Капрони Ка.309 «Гибли» (итал. Caproni Ca.309 «Ghibli») — итальянский разведчик-бомбардировщик и лёгкий транспортник 1930—1940-х годов, выпускавшийся компанией «Caproni».

## История
В 1936 году по заказу итальянского командования авиации в Итальянской Ливии компания Caproni разработала самолёт для действий в условиях пустыни. Главным в требовании было создание многоцелевого самолёта, который мог бы перевозить грузы, десант и оснащаться при необходимости лёгким вооружением. За дело взялась группа конструкторов под руководством авиаконструктора Чезаре Паллавичино. За основу была взята предыдущая модель Ca.308. Новый самолёт, как и предшественник, получил смешанную конструкцию, включающую в себя металлический фюзеляж, обшитый полотном и деревянное крыло. Шасси было неубираемым в обтекателях. Самолёт получил два мотора Alfa Romeo 115 по 195 л. с. каждый. Была возможность установки пулемётов калибра 7,7 миллиметра в носовой и средней части, самолёт мог нести до 336 килограмм бомб или 6 пассажиров. Самолёт получил обозначение Ca.309 и имя собственное «Ghibli (Гибли)» в честь средиземноморского ветра Сирокко в Ливии.
Поскольку армия нуждалась в самолёте срочно, то его серийное производство была развёрнуто практически немедленно, не дожидаясь окончания испытаний. Уже с октября 1936 года первые 24 самолёта поступили на вооружение. Несколько самолётов были проданы частным лицам, в частности один герцогу д’Аосте. В течение 1937—1939 годов в войска Ливии поступали самолёты этой модели, значительно пополнив парк авиации. Здесь они были самостоятельно модернизированы, в частности получив в качестве носового вооружение 20-мм автоматические пушки Breda.
С началом Второй мировой войны и активными военными действиями в Северной Африки, «Ghibli» стали активно применяться итальянцами как машины для снабжения войск, здесь же начались их потери. Для их восполнения в 1941 году было заказано ещё полсотни 309-х. В 1942 году ещё 30 самолётов и наконец ещё 20 единиц. Однако, в ходе краха итальянских войск в Африке командование приказало перевести части самолётов в Италию, где они стали использоваться в качестве учебных машин в авиашколе воздушных наблюдателей в Черветере. Несмотря на то, что самолёт к 1943 году окончательно устарел, итальянские военные потребовали продолжить его производство. После капитуляции Италии в сентябре 1943 года и оккупации севера страны, только что построенные самолёты попали в руки немцев, часть из самолётов немцы передали в только что созданную профашистскую республиканскую армию Республики Сало.
Всего же в период с 1936 по 1944 год было построено 243 самолёта.
Производство самолёта также было развёрнуто в Болгарии в 1941 году на совместном предприятии Капрони Български под названием Капрони Български КБ-6/КБ-309 Папагал (Попугай). Всего было построено 24 болгарских самолёта. Ещё два самолёта итальянского производства были экспортированы в Парагвай.

## Страны-эксплуатанты
- Италия[1]
- Нацистская Германия
- Болгария (Лицензионное производство)[1]
- Парагвай

## Тактико-технические характеристики
- Длина — 13,30 м
- Размах крыла — 16,20 м
- Площадь крыла — 38,70 м
- Высота — 3,25 м
- Масса пустого \ взлётная — 1745 \ 2695 кг
- Скорость — 250 км\ч
- Дальность — 670 км
- Потолок — 4500 метров
- Двигатель — два рядных Alfa Romeo 115-II, мощностью 200 л. с.
- Экипаж — 2—3 человека
- Вооружение — три 7,7-мм пулемёта Breda-SAFAT
- Бомбовая нагрузка — до 336 кг мелких бомб
- Коммерческая нагрузка — 6 пассажиров

Всё по

## Интересные факты
В честь этого самолёта названа японская анимационная студия Studio Ghibli, основателем которой является режиссёр Хаяо Миядзаки, увлекающийся авиацией.